# Casadesus (Familie)

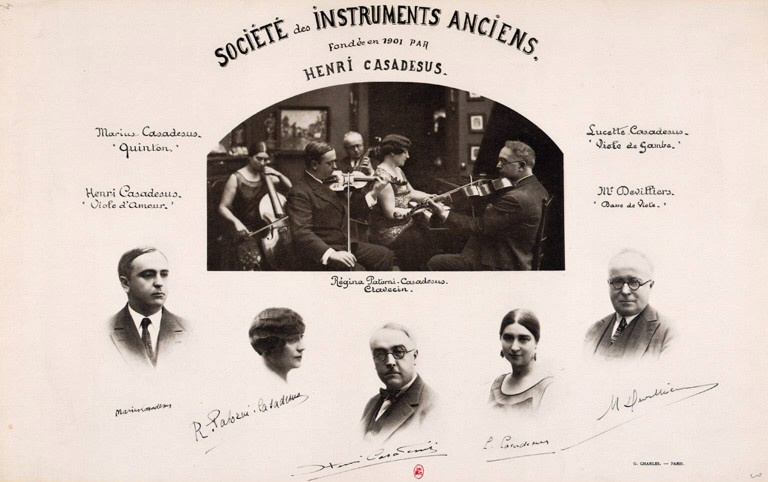
Familie Casadesus

Casadesus ist der Name einer weiterverzweigten französischen Musikerdynastie, die über Jahrhunderte die Kultur Frankreichs prägte und noch heute bekannt und einflussreich ist. 

## Wichtige Vertreter (chronologisch)
- Luis Casadesus und Mathilde Sénéchal
  - Francis Casadesus (1870–1954), französischer Komponist, Pianist und Lehrer
  - Henri Casadesus (1879–1947), französischer Musiker und Komponist und Marie-Louise Beetz
    - Christian Casadesus (1912–2014), französischer Schauspieler und Theaterdirektor
    - Gisèle Casadesus (1914–2017), französische Schauspielerin
      - Jean-Claude Casadesus (* 1935), Dirigent
        - Caroline Casadesus (* 1962), Sängerin
        - Olivier Casadesus (* 1970), Schauspieler

  - Marius Casadesus (1892–1981), französischer Musiker und Komponist
- Robert Casadesus (1899–1972), Komponist, Pianist und Lehrer verheiratet mit Gaby Casadesus (1901–1999), Pianistin
  - Jean Casadesus (1927–1972), französischer Pianist, Musikpädagoge und Komponist